# 哈音海尔瓦庙
哈音海尔瓦庙，赐名“广益寺”，位于内蒙古自治区锡林郭勒盟镶黄旗，是一座藏传佛教格鲁派寺院。

## 简介
哈音海尔瓦庙始建于清朝康熙五年（1666年），初建时称“马王庙”，原址位于商都阿都沁旗宝音德力格尔山（今化德县白土卜子乡境内）。康熙四十八年（1709年），商都阿都沁旗总管云栋将该庙的兴建及发展情况上奏清朝朝廷，获清圣祖赞赏，为该庙赐名“广益寺”，并赐一尊50两重的哈音海尔瓦银佛。此后，该寺庙又称“哈音海尔瓦庙”。
乾隆二年（1738年），本寺选定19岁的斯琴曲杰为转世活佛。斯琴曲杰活佛25岁时到西藏，朝觐七世达赖，获七世达赖授予斯琴却日吉学位，赐佛教法规《扎雅格》经。乾隆八年，斯琴曲杰活佛32岁时，再到西藏，迎请《丹珠尔》回本寺。乾隆五十六年（1791年），80岁的斯琴曲杰觐见清高宗，获清高宗赐予首领喇嘛度牒、蒙古文《丹珠尔》。1791年至1958年，这部《丹珠尔》一直供奉在本寺，并在每年农历六月的诵经法会上打开晒经。
经过多次扩建，到18世纪末，哈音海尔瓦庙已具有相当规模。鼎盛时期，寺内设5个拉桑，18个大小殿堂，5个庙仓，81间朝克沁殿，僧人达2000余人。寺内藏有金银佛像、金银制品、塑像、画像、刺绣、雕刻、图案等文物及工艺品数千件。该寺曾进行天文学、哲学、历法、医学等方面研究，涌现出许多知识丰富的喇嘛和医术高超的门巴（蒙医）。
清朝末年至中华民国初年，由于战乱，该庙多次遭到洗劫，此后逐渐衰落。1930年代，因为坝北草原不断遭到开垦，该寺的畜群无处放牧，该寺乃在1936年被迫迁至镶黄旗哈音海尔瓦苏木所在地。新建的寺庙规模大减，朝克沁殿由81间减为49间，喇嘛逐年减少。1966年文化大革命中，该寺被拆除。
1988年，报经镶黄旗人民政府批准，在原哈音海尔瓦庙恢复大慈寺经堂一座，建筑面积64平方米。当年，哈音海尔瓦庙有僧人及信徒36名，每月均举办小型嘛呢法会举办。哈音海尔瓦庙的恢复，结束了改革开放后镶黄旗无藏传佛教活动场所的问题。
2005年、2006年，镶黄旗人民政府接受宗教人士及信众的意见，决定复建原哈音海尔瓦庙朝克沁殿，采用民办公助的方式，由镶黄旗民族宗教事务局主办，动员镶黄旗内外各界捐款，前后进行了二期建设，由青海省湟中县古建筑维修队施工。此次工程于2007年7月完成，复建了朝克沁殿（广益寺）东西配殿、钟楼、鼓楼、正门门殿（金刚殿），完善了该寺的围墙，整修了寺前广场。同时，还在该寺附近山上兴建了哈音海尔瓦敖包和《丹珠尔》经纪念碑。
2006年，哈音海尔瓦庙被列为第四批内蒙古自治区文物保护单位。2007年，被内蒙古自治区人民政府命名为“收藏中国蒙古文丹珠尔经第一庙”。
到2008年，哈音海尔瓦庙仍是镶黄旗唯一经政府宗教部门批准注册的宗教活动场所，有喇嘛教职人员18名（其中镶黄旗人大代表一名，镶黄旗政协委员一名），享受喇嘛生活补贴者13名。1998年，该庙被评为锡林郭勒盟文明宗教活动场所。该庙与附近旗县的寺庙如商都县小庙，苏尼特右旗毕鲁图庙，正镶白旗布日都庙均保持友好往来。
哈音海尔瓦庙修复开光后，每年除了农历七月、八月、十一月之外，其他每个月喇嘛均举办大型嘛呢会，每天早晨举办正常嘛呢会。哈音海尔瓦庙不仅成为宗教活动场所，也成为重要旅游景点。